# パズルボブル3
『パズルボブル3』（Puzzle Bobble3）は、タイトーから1996年にリリースされたアーケードゲーム。『パズルボブル』シリーズの第3弾。

## ゲームのルール
8方向レバー、1ボタン（ボール発射）でバブルを消していればクリアとなる。全30ステージ。
ボールがデッドラインを超えるとゲームオーバーとなる。

### 天井反射
今作からは壁のみならず、天井にバブルを当てても跳ね返るようになった。これに伴い、バブルは支点ブロックにくっついて現れるようになった。支点ブロックは、周囲のバブルを全部消すと消滅する。

### レインボーバブル
本作から登場。隣でバブルが消えるとその色のバブルに変化する。

## キャラクター
今作はゲームセンターにあるゲームを駆け巡るといった設定上、様々なアーケードゲームをモチーフにしたキャラクターが登場する。対戦ではパズル、クイズ、クレーン、マージャン、アクション、タロット、カード、パンチング（ソニックブラストマン）の順で戦っていく。
今回から、対戦では選んだキャラクターによって相手へのバブルの送り方が変わるようになった。
登場キャラクター
バブルン（1Player）
泡はきドラゴン（正体は人間だがドラゴンの姿が好き）である1プレイヤーのキャラクター。
8色のバブルをランダムに降らせる。バランスがとれているキャラクター。
ボブルン（2Player）
色が違うバブルンの弟。2プレイヤーのキャラクター。
送り方はバブルンと同じ。
ムサシ
アクションゲーム担当。日々トレーニングを欠かさない白い道着を着た格闘家。「波弾拳」などの技を使う。
バブルンと同じく8色だが、下からだけではなく天井からも玉を補充する。
チンクル
クイズゲーム担当。妖精のような衣装を着た女の子。その正体は、アルバイトをしている普通の女子高生（エンディングで判明する）。
レインボーバブルのみ、下から送り込む。急戦で力を発揮するが、レインボーバブルの性質上、受けに回ると脆い。
スーパーソニックブラストマン（SSB）
パンチングマシン担当。『ソニックブラストマン』からゲスト出演。悪を討つ正義の味方。他のキャラクターと異なり、バブルを消した際のセリフが「私のパンチを受けてみろ!」というセリフしか用意されていない。
レッド・イエロー・ブルーの3色の他、おじゃまブロックを送り込むことができる。
ルナ・ルナ
タロット担当。宙に浮く光り輝く水晶を持つ、神秘的な雰囲気の女性。囁くように喋る。エンディングではどらんくを自分の家に連れて帰り、使用人にしている。
8色のバブルを天上からひたすら補充する。持久戦に強い。
ジャック
カード担当。カードを切りながら「美しい」を連呼するナルシスト。『プリルラ』とは全く違う。エンディングでは上半身裸で登場するが、直後にデブルンに潰される。
レインボーバブル、おじゃまブロックを送り込めるが、たまにスターバブルまで送りこんでしまう。
マリナ
麻雀担当。まったりした顔が特徴の、赤いビキニを着た豊満な肉体を持つ女性。エンディングでは何かの大会で1位（2位はルナ・ルナ、3位はチンクル）になっている。
レッド・イエロー・ブルーの3色のみを降らせる変わったキャラクター。
プリチオ
クレーン担当。命を持った人形の男の子。
4色のバブルを降らせる。

ボスキャラクター
デブルン
本作の中ボスで、太ったバブルン。実は着ぐるみで、中にはどらんくが入っている。
条件を満たすと操作可能となるPS版では、1キャラクターとして独立。
どらんく
前作『パズルボブル2』に続いて登場する、いたずら好きな魔法使い。『2』に続いて、本作でも最終ボスを務める。

隠しキャラクター
- パヤパヤ
- ピッチとチャップ
- ダークドランク

## 移植版
| No. | タイトル                                                                                                | 発売日           | 対応機種                                            | 開発元             | 発売元                 | メディア                          | 型式 | 備考 |
| --- | --- | ---------------- | --------------------------------------------------- | ------------------ | ---------------------- | --------------------------------- | ---- | --- |
| 1   | パズルボブル3                                                                                           | 1997年3月28日    | セガサターン                                        |                    | タイトー               | CD-ROM                            |      | |
| 2   | パズルボブル3DX                                                                                         | 1997年11月6日    | PlayStation                                         |                    | タイトー               | CD-ROM                            |      | |
| 3   | パズルボブル64                                                                                          | 1999年3月5日     | NINTENDO 64                                         |                    | タイトー               | ロムカセット                      |      | |
| 4   | パズルボブル3DX                                                                                         | 2008年12月10日   | PlayStation 3 PlayStation Portable PlayStation Vita |                    | スクウェア・エニックス | ダウンロード (ゲームアーカイブス) | -    | PlayStation版の移植 |
| 5   | パズルボブル2X/バスト ア ムーブ2 アーケードエディション & パズルボブル3/バスト ア ムーブ3 Sトリビュート | INT 2023年2月2日 | Nintendo Switch PlayStation 4 Xbox One PC(Steam)    | シティコネクション | シティコネクション     | ダウンロード                      | -    | セガサターン版ベースの移植 海外版（『バスト ア ムーブ3』）も収録 『パズルボブル2X』とその海外版（『バスト ア ムーブ2 アーケードエディション』）とのカップリング |

Sトリビュート版
- セガサターン版ベースの移植。シティコネクションがプロデュースする、セガサターン時代の作品を復刻するプロジェクト「Sトリビュート」シリーズの1作品として配信。セガサターン版『パズルボブル2X』とその海外セガサターン版『バスト ア ムーブ2 アーケードエディション』、セガサターン版『パズルボブル3』とその海外セガサターン版『バスト ア ムーブ3』の計4タイトルを収録。「Sトリビュート」独自の機能として「巻き戻し」「スローモード」「クイックセーブ」「コンティニュー回数の変更」といった機能が加わっている。